# Onufrij

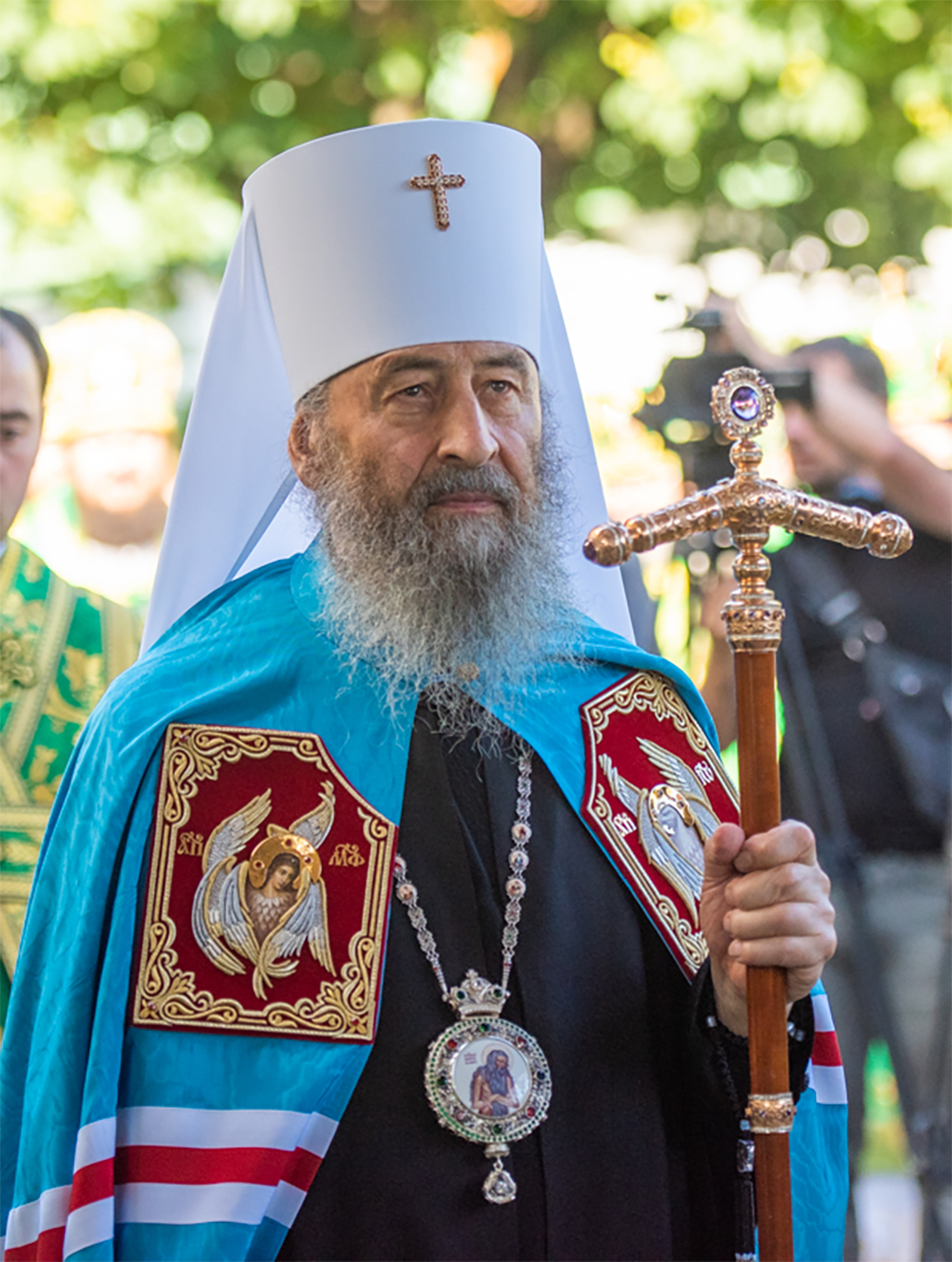
Onufrij, 2019

Onufrij (manchmal im Deutschen auch Onufrius), geboren als Orest Wolodymyrowytsch Beresowskyj (ukrainisch Орест Володимирович Березовський; * 5. November 1944 in Korytne, Rajon Wyschnyzja, Oblast Tscherniwzi, Ukrainische SSR) ist seit 17. August 2014 Metropolit von Kiew und der ganzen Ukraine der Ukrainisch-Orthodoxen Kirche (Moskauer Patriarchat).

## Leben
1961 beendete Orest Wolodymyrowytsch Beresowskyj die Schule und studierte danach an einem Technikum in Tscherniwzi. Nach 1964 arbeitete er als Baumeister. 1965 begann er sein Studium an der Nationalen Jurij-Fedkowytsch-Universität Czernowitz. Im Jahr 1969, nach dem Ende des dritten Studienjahrs in Tscherniwzi, setzte er sein Studium im zweiten Studienjahr der Moskauer Geistlichen Akademie fort, das er 1972 beendete. Am 21. März 1971 wurde er Mönch und 1980 Hegumen. Am 28. August 1984 wurde er als Kirchenvorsteher der Verklärungskathedrale im Dorf Lukino (Oblast Moskau) bestellt. Am 28. Juni 1985 wurde er Erzpriester des Dreifaltigkeitsklosters von Sergijew Possad. Zu Weihnachten des Jahrs 1986 wurde er Archimandrit. 1988 promovierte er in Theologie an der Moskauer Geistlichen Akademie und in demselben Jahr wurde er Vorsteher des Himmelfahrtsklosters, wo er bis zum Jahr 1990 blieb. Am 9. Dezember 1990 wurde er in der Wladimirkathedrale Bischof. Am 28. Juni 1994 wurde Onufrij Erzbischof und damit Mitglied des Heiligen Synod der russisch-orthodoxen Kirche. Am 11. Juni 2013 erhielt er den russischen Orden der Freundschaft.
Nach Metropolit Wolodymyrs Tod war er zunächst locum tenens und wurde dann am 17. August 2014 Oberhaupt der Ukrainisch-Orthodoxen Kirche Moskauer Patriarchats. Das vom Ökumenischen Patriarchen Bartholomaios I. von Konstantinopel veranlasste sogenannte Vereinigungskonzil im Dezember 2018, das den Zusammenschluss der ukrainischen orthodoxen Kirchen zu erreichen suchte, lehnte er ebenso wie die Bildung der neuen Orthodoxen Kirche der Ukraine ab.
Nach dem russischen Überfall auf die Ukraine 2022 forderte er, den Bruderkrieg zwischen dem ukrainischen und dem russischen Volk unverzüglich zu beenden. Der Krieg zwischen beiden wiederhole die Sünde von Kain, der aus Neid seinen eigenen Bruder umbrachte. Dieser Krieg sei weder vor Gott noch vor den Menschen zu rechtfertigen. Seine Kirche verteidige die Souveränität und territoriale Unversehrtheit der Ukraine.
Am 27. Mai 2022 erklärte seine Kirche ihre „völlige Selbstständigkeit und Unabhängigkeit“ von Moskau. Man sei uneins mit der Position des Moskauer Patriarchen Kyrill I. und verurteile den russischen Überfall auf die Ukraine und appelliere an die Ukraine und Russland, den Verhandlungsprozess fortzusetzen. Im Juni 2022 entzog ihm das Moskauer Patriarchat die Krim und schuf eine eigene Metropolie Krim.
Der ukrainische Präsident Selenskyj übergab am 2. Dezember 2022 einen Gesetzesentwurf an die Werchowna Rada, nach der die Ukrainisch-Orthodoxe Kirche verboten werden soll. Am gleichen Tag wurde das Kiewer Höhlenkloster, der Sitz Onufrijs, per Dekret der Ukrainisch-Orthodoxen Kirche entzogen und der Orthodoxen Kirche der Ukraine übertragen.
Am Abend des 10. März 2023 wurde ein staatliches Schreiben bekannt, laut dem die Ukrainische Orthodoxe Kirche das Kiewer Höhlenkloster bis zum 29. März 2023 komplett räumen musste. Das Kulturministerium begründete dies mit der „Verletzung der Bestimmungen des Abkommens über die Nutzung von Staatseigentum durch das Kloster“. Mit Unterstützung der Polizei brach die für das Kloster zuständige staatliche Museumsverwaltung am 6. Juli 2023 die Eingangstür zur Residenz von Metropolit Onufriy auf und versiegelte sie dann. Am 10. August 2023 entschied ein Kiewer Wirtschaftsgericht, die Ukrainische Orthodoxe Kirche müsse dem staatlichen Klostermuseum 79 Gebäude auf diesem Territorium zurückgeben. Faktisch bedeutete diese Entscheidung, dass die Ukrainische Orthodoxe Kirche das Höhlenkloster mit seinen Kirchen, dem Sitz des Metropoliten, der Schule sowie einem Hotel und anderen Gebäuden verlassen musste. Seither war das Kloster für externe Besucher geschlossen.
Anfang Juli 2025 wurde Onufrij auf Erlass von Staatspräsident Wolodymyr Selenskyj die ukrainische Staatsbürgerschaft entzogen bzw. ausgebürgert. Zuvor sollen Ermittlungen des ukrainischen Inlandsgeheimdienstes SBU ergeben haben, dass Onufrij bereits im Jahr 2002 die russische Staatsbürgerschaft angenommen hatte, er aber ukrainischen Behörden nie davon in Kenntnis gesetzt habe. Der SBU bezichtigte Onufrij außerdem, Verbindungen zur Russisch-Orthodoxen Kirche zu unterhalten, „deren Vertreter die russische Aggression gegen die Ukraine offen unterstützen“, und sich gegen die kanonische Unabhängigkeit von dieser Kirche ausgesprochen zu haben. Dem SBU zufolge hat Onufrij trotz russischem Angriffskrieg gegen die Ukraine weiterhin die Politik der Russisch-Orthodoxen Kirche und ihrer Führung (Kyrill I.), unterstützt. Die Ukrainisch-Orthodoxe Kirche wies diese Darstellung zurück; Onufrij habe sich nie um die Staatsbürgerschaft eines anderen Staates bemüht. Onufrij hat laut seiner Kirche „klargestellt, dass er nur den Pass eines Bürgers der Ukraine hat und außer dem ukrainischen keinen anderen Pass besitzt, auch nicht einen der Russischen Föderation“.